# Clara Serrajordi
Clara Serrajordi Díaz (Llinars del Vallés, 7 de diciembre de 2007) es una futbolista española. Juega como centrocampista en el F. C. Barcelona de la Primera División de España. Es internacional con la selección sub-19 española.

## Trayectoria
Serrajordi debutó con el FC Barcelona B en 2023.
Más tarde se estrenó con el primer equipo blaugrana en la temporada 2024-25, donde disputó 4 partidos.

## Selección nacional
Fue convocada a la selección española sub-17 en 2023. Disputó el Campeonato Europeo Sub-17 de 2024, torneo conquistado por las españolas.
Fue convocada a la selección española sub-19 en 2024. Disputó y ganó el Campeonato Europeo Sub-19 de 2025, torneo en el que marcó un gol en la final, fue la máxima asistidora junto a Maeline Mendy y fue incluida en el Mejor Equipo del Torneo.

## Clubes
| Club                | País   | Año             |
| ------------------- | ------ | --------------- |
| F. C. Barcelona "B" | España | 2023 - 2024     |
| F. C. Barcelona     | España | 2024 - presente |

## Palmarés

### Títulos nacionales
| Título              | Club            | País   | Año     |
| ------------------- | --------------- | ------ | ------- |
| Primera División    | F. C. Barcelona | España | 2024-25 |
| Copa de la Reina    | F. C. Barcelona | España | 2024-25 |
| Supercopa de España | F. C. Barcelona | España | 2025    |

### Títulos internacionales
| Título                    | Equipo | Sede    | Año  |
| ------------------------- | ------ | ------- | ---- |
| Campeonato Europeo Sub-17 | España | Suecia  | 2024 |
| Campeonato Europeo Sub-19 | España | Polonia | 2025 |

### Distinciones individuales
| Distinción                                            | Año  |
| ----------------------------------------------------- | ---- |
| Mejor Equipo del Torneo del Campeonato Europeo Sub-19 | 2025 |